# Loi 2 du beach soccer

Ballon de beach soccer.

La loi 2 du beach soccer fait partie des lois régissant le beach soccer, maintenues par l'International Football Association Board (IFAB). La loi 2 se rapporte au ballon.

## Règlement actuel

### Caractéristiques et mesures
Le ballon utilisé est semblable à un ballon de football. Il est sphérique, en cuir ou tout autre matériau approprié, résistant à l’abrasion, indéformable et imperméable. Il a une circonférence comprise entre 68 et 70 cm et pèse 400 à 440 g au début du match. Il doit être gonflé à une pression de 0,4 à 0,6 atmosphère au niveau de la mer.

### Décisions de la FIFA

#### Décision 1
En plus des dispositions de la Loi 2, un ballon n'est homologué pour des matches de compétitions disputés sous l’égide de la FIFA ou des confédérations que s’il porte l’un des logos suivants :
- le logo officiel « FIFA APPROVED »
- le logo officiel « FIFA INSPECTED »
- le logo « INTERNATIONAL MATCHBALL STANDARD »

Ces logos indiquent que le ballon a été dûment testé et qu’il satisfait aux spécifications techniques définies pour la catégorie concernée,en plus de spécifications minimum stipulées dans la Loi 2. La liste des spécifications supplémentaires exigées pour chacune des catégories considérées doit être approuvée par l’IFAB. Les instituts habilités à effectuer les tests en question sont agréés par la FIFA.
Les associations membres peuvent exiger l’utilisation de ballons portant l’un de ces trois logos à l’occasion des compétitions qu’elles organisent.

#### Décision 2
Lors de matches disputés dans le cadre de compétitions officielles organisées par la FIFA, les confédérations ou les associations membres, toute espèce de publicité commerciale est interdite sur le ballon. Seuls peuvent y figurer le logo de la compétition, le nom de l’organisateur de la compétition et la marque du fabricant du ballon. Les règlements des compétitions peuvent imposer des restrictions quant au format et au nombre de ces mentions.

### Remplacement d’un ballon défectueux
Si le ballon éclate ou est endommagé en cours de match le jeu est interrompu et reprend conformément aux dispositions de la Loi 8. Si le ballon éclate ou est endommagé alors qu’il n’est pas en jeu (coup d’envoi, dégagement du ballon, coup de pied de coin, coup franc direct, coup de pied de réparation ou rentrée de touche) le match reprend conformément aux Lois du Jeu.